# Amiga 600
Amiga 600 (A600) – wyprodukowany w 1992 r. fizycznie najmniejszy model Amigi. Jest pozbawiony bloku numerycznego klawiatury.

## Opis
Komputer został wyposażony w procesor MC68000 taktowany zegarem 7,16 MHz, chipset graficzny ECS, 1 MB pamięci CHIP (z możliwością rozszerzenia do 2 MB CHIP, 4 MB FAST przez port PCMCIA lub więcej przy pomocy rozszerzeń nakładanych na procesor), kontroler dysku twardego IDE, miejsce na dysk 2,5 cala, stację dyskietek, Kickstart o numerze 37.299 (w pierwszych seriach zawierający błędy w obsłudze IDE, poprawiona wersja została opatrzona numerem 37.300), wbudowany modulator TV, a także złącze PCMCIA typu II. Pomimo tego, że komputer nie był przewidziany do rozbudowy, istnieją dla niego karty procesorowe oraz mające dodatkowy RAM.
Amiga 600 została wycofana ze sprzedaży w 1993.

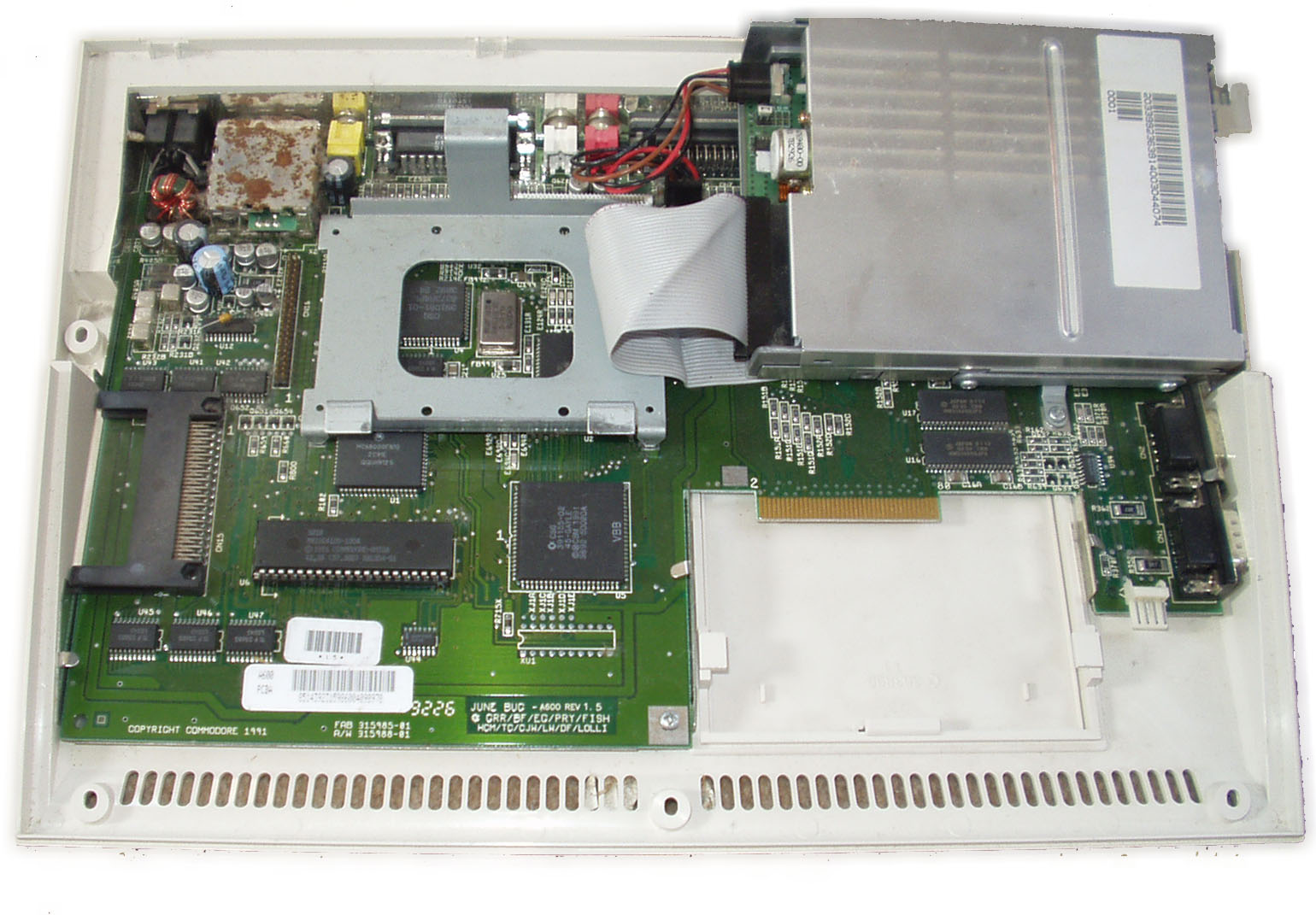
A600 po zdjęciu obudowy